# Anela
Anela (en sardo: Anèla) es un municipio de Italia de 817 habitantes en la provincia de Sassari, región de Cerdeña.

## Evolución demográfica
| Gráfica de evolución demográfica de Anela entre 1861 y 2001 |
|                                                             |
| Fuente ISTAT - elaboración gráfica de Wikipedia             |